# Semoutiers-Montsaon
Semoutiers-Montsaon är en kommun i departementet Haute-Marne i regionen Grand Est (tidigare regionen Champagne-Ardenne) i nordöstra Frankrike. Kommunen ligger i kantonen Chaumont-Sud som tillhör arrondissementet Chaumont. År 2022 hade Semoutiers-Montsaon 723 invånare.

## Befolkningsutveckling
Antalet invånare i kommunen Semoutiers-Montsaon
| Referens: INSEE |